# Odds Ballklubb 2016
Questa voce raccoglie le informazioni riguardanti l'Odds Ballklubb nelle competizioni ufficiali della stagione 2016.

## Stagione
L'11 dicembre è stato ufficializzato il calendario per il campionato 2016, con l'Odd che avrebbe cominciato la stagione nel fine settimana dell'11-13 marzo 2016, ospitando il Rosenborg. Il 5 gennaio 2016, l'Odd ha comunicato i numeri di maglia in vista della nuova stagione.
Il 1º aprile è stato sorteggiato il primo turno del Norgesmesterskapet 2016: l'Odd avrebbe così fatto visita al Tollnes. Al secondo turno, la squadra è stata sorteggiata contro il Tønsberg. Al turno successivo, l'Odd avrebbe fatto visita all'Asker.
Il 20 giugno, l'UEFA ha effettuato i sorteggi per il primo turno di qualificazione all'Europa League 2016-2017, a cui l'Odd avrebbe preso parte: il club norvegese avrebbe affrontato i finlandesi dell'IFK Mariehamn. In virtù del successo complessivo per 3-1, nel turno successivo l'Odd avrebbe affrontato il PAS Giannina. La formazione greca si è complessivamente imposta per 4-3, eliminando così l'Odd al secondo turno di qualificazione.
L'Odd ha chiuso il campionato al 3º posto, centrando così la qualificazione per i turni preliminari dell'Europa League 2017-2018.

## Maglie e sponsor
Lo sponsor tecnico per la stagione 2016 è stato New Balance, mentre lo sponsor ufficiale è stato Skagerak. La divisa casalinga è stata composta da una maglietta bianca con inserti neri, pantaloncini neri e calzettoni bianchi. Quella da trasferta prevedeva invece un completo totalmente nero, con rifiniture bianche.
| Casa | Trasferta |

## Rosa
| N. |                     | Ruolo | Calciatore               |
| -- | ------------------- | ----- | ------------------------ |
| 1  | Norvegia (bandiera) | P     | Sondre Rossbach          |
| 2  | Norvegia (bandiera) | D     | Espen Ruud               |
| 3  | Norvegia (bandiera) | C     | Ardian Gashi             |
| 4  | Norvegia (bandiera) | D     | Vegard Bergan            |
| 5  | Norvegia (bandiera) | D     | Thomas Grøgaard          |
| 6  | Norvegia (bandiera) | C     | Oliver Berg              |
| 7  | Norvegia (bandiera) | A     | Ole Jørgen Halvorsen     |
| 8  | Norvegia (bandiera) | C     | Jone Samuelsen           |
| 9  | Norvegia (bandiera) | A     | Henrik Kjelsrud Johansen |
| 10 | Canada (bandiera)   | A     | Olivier Occéan           |
| 11 | Norvegia (bandiera) | A     | Rafik Zekhnini           |
| 12 | Norvegia (bandiera) | P     | Viljar Myhra             |
| 13 | Norvegia (bandiera) | C     | Stefan Mladenovic        |
| 14 | Norvegia (bandiera) | C     | Fredrik Nordkvelle       |
| 15 | Norvegia (bandiera) | A     | Sigurd Haugen            |

| N. |                      | Ruolo | Calciatore            |
| -- | -------------------- | ----- | --------------------- |
| 16 | Norvegia (bandiera)  | D     | Fredrik Semb Berge    |
| 17 | Norvegia (bandiera)  | A     | Eric Kitolano         |
| 18 | Norvegia (bandiera)  | C     | Joakim Våge Nilsen    |
| 19 | Canada (bandiera)    | C     | Zakaria Messoudi      |
| 20 | Norvegia (bandiera)  | C     | Fredrik Oldrup Jensen |
| 21 | Norvegia (bandiera)  | D     | Steffen Hagen         |
| 22 | Norvegia (bandiera)  | C     | Erik Eikeng           |
| 23 | Norvegia (bandiera)  | D     | Lars-Kristian Eriksen |
| 24 | Finlandia (bandiera) | A     | Riku Riski            |
| 25 | Norvegia (bandiera)  | D     | John Kitolano         |
| 26 | Nigeria (bandiera)   | A     | Bentley               |
| 28 | Norvegia (bandiera)  | D     | Gaute Hansen          |
| 29 | Norvegia (bandiera)  | C     | Markus Kaasa          |
| 30 | Norvegia (bandiera)  | C     | Tobias Lauritsen      |
| 32 | Norvegia (bandiera)  | P     | Andreas Tangenes      |

## Calciomercato

### Sessione invernale(dal 01/01 al 31/03)
| Arrivi | Arrivi                   | Arrivi      | Arrivi        |
| R.     | Nome                     | da          | Modalità      |
| ------ | ------------------------ | ----------- | ------------- |
| D      | Fredrik Semb Berge       | Brøndby     | definitivo    |
| C      | Zakaria Messoudi         |             | svincolato    |
| C      | Joakim Våge Nilsen       |             | svincolato    |
| A      | Sigurd Haugen            | Sandnes Ulf | definitivo    |
| A      | Henrik Kjelsrud Johansen | Fredrikstad | fine prestito |

| Partenze | Partenze           | Partenze  | Partenze      |
| R.       | Nome               | a         | Modalità      |
| -------- | ------------------ | --------- | ------------- |
| D        | Jarkko Hurme       |           | svincolato    |
| D        | Emil Jonassen      |           | svincolato    |
| C        | Jonathan Lindseth  |           | svincolato    |
| C        | Håvard Storbæk     |           | svincolato    |
| A        | Pape Paté Diouf    | Molde     | fine prestito |
| A        | Ulrik Flo          |           | svincolato    |
| A        | Mathias Fredriksen | Mjøndalen | definitivo    |
| A        | Frode Johnsen      |           | ritiro        |

### Sessione estiva(dal 21/07 al 17/08)
| Arrivi | Arrivi            | Arrivi        | Arrivi     |
| R.     | Nome              | da            | Modalità   |
| ------ | ----------------- | ------------- | ---------- |
| C      | Stefan Mladenovic | Pors Grenland | definitivo |
| A      | Riku Riski        | Rosenborg     | definitivo |

| Partenze | Partenze                 | Partenze   | Partenze   |
| R.       | Nome                     | a          | Modalità   |
| -------- | ------------------------ | ---------- | ---------- |
| D        | Gaute Hansen             | Vindbjart  | definitivo |
| A        | Ole Jørgen Halvorsen     | Bodø/Glimt | prestito   |
| A        | Henrik Kjelsrud Johansen | Vålerenga  | definitivo |

### Dopo la sessione estiva
| Arrivi | Arrivi | Arrivi | Arrivi   |
| R.     | Nome   | da     | Modalità |
| ------ | ------ | ------ | -------- |

| Partenze | Partenze         | Partenze      | Partenze   |
| R.       | Nome             | a             | Modalità   |
| -------- | ---------------- | ------------- | ---------- |
| A        | Tobias Lauritsen | Pors Grenland | definitivo |

## Risultati

### Eliteserien

#### Girone di andata
| Arbitro: | Hagen (Grue) |

|                |           |  |
| Nordkvelle 30’ | Marcatori |  |

| Bergen 20 marzo 2016, ore 18:00 2ª giornata | Brann         | 0 – 0 referto | Odd | Brann Stadion (11.495 spett.)\| Arbitro: \| Hansen (Feda) \| |
| Arbitro:                                    | Hansen (Feda) |               |     |                                                              |

| Skien 3 aprile 2016, ore 15:30 3ª giornata | Odd            | 0 – 0 referto | Tromsø | Skagerak Arena (7.002 spett.)\| Arbitro: \| Døvle (Larvik) \| |
| Arbitro:                                   | Døvle (Larvik) |               |        |                                                               |

| Arbitro: | Skjerven (Kaupanger) |

|  |           |                          |
|  | Marcatori | 13’ Bentley 25’ Zekhnini |

| Arbitro: | Steen (Bergen) |

|                                    |           |  |
| Nordkvelle 32’ Semb Berge 40’, 69’ | Marcatori |  |

| Arbitro: | Lundby (Bøverbru) |

|  |           |                      |
|  | Marcatori | 53’ (rig.) Samuelsen |

| Arbitro: | Kjensli (Oslo) |

|                 |           |                                |
| Våge Nilsen 73’ | Marcatori | 35’ Ofkir 49’ Jradi 90’ Friday |

| Arbitro: | Johnsen (Tønsberg) |

|            |           |                           |
| Mehmeti 2’ | Marcatori | 5’ Nordkvelle 41’ Bentley |

| Arbitro: | Moen (Haugesund) |

|                 |           |              |
| Occéan 39’, 79’ | Marcatori | 72’ Jevtović |

| Arbitro: | Steen (Bergen) |

|                                    |           |                |
| Agdestein 9’ Hajradinović 27’, 31’ | Marcatori | 21’ Semb Berge |

| Arbitro: | Hobber Nilsen (Oslo) |

|                         |           |  |
| Occéan 60’ Zekhnini 71’ | Marcatori |  |

| Sarpsborg 20 maggio 2016, ore 19:00 12ª giornata | Sarpsborg 08      | 0 – 0 referto | Odd | Sarpsborg Stadion (3.450 spett.)\| Arbitro: \| Edvartsen (Hamar) \| |
| Arbitro:                                         | Edvartsen (Hamar) |               |     |                                                                     |

| Arbitro: | Hafsås (Trondheim) |

|                                  |           |           |
| Nordkvelle 3’ (rig.) Bentley 73’ | Marcatori | 36’ Nguen |

| Arbitro: | Hansen (Feda) |

|  |           |              |
|  | Marcatori | 41’ Zekhnini |

| Arbitro: | Eskås (Oslo) |

|                                          |           |           |
| Occéan 16’, 59’ Bentley 38’ Zekhnini 67’ | Marcatori | 47’ Gyasi |

#### Girone di ritorno
| Arbitro: | Hagen (Grue) |

|                     |           |          |
| Olsen 36’ Azemi 65’ | Marcatori | 28’ Ruud |

| Arbitro: | Kjensli (Oslo) |

|                           |           |                          |
| Semb Berge 53’ Occéan 78’ | Marcatori | 40’ Ibrahim 90’ Pedersen |

| Arbitro: | Hobber Nilsen (Oslo) |

|            |           |                             |
| Occéan 80’ | Marcatori | 44’ Demidov 88’, 90’ Haugen |

| Arbitro: | Døvle (Larvik) |

|                    |           |                        |
| Johnson 13’ (rig.) | Marcatori | 53’ Bentley 81’ Occéan |

| Skien 14 agosto 2016, ore 18:00 20ª giornata | Odd               | 0 – 0 referto | Sarpsborg 08 | Skagerak Arena (7.008 spett.)\| Arbitro: \| Lundby (Bøverbru) \| |
| Arbitro:                                     | Lundby (Bøverbru) |               |              |                                                                  |

| Arbitro: | Johnsen (Tønsberg) |

|                                                |           |                       |
| Sigurðarson 13’, 64’ T. Svendsen 90’ Singh 90’ | Marcatori | 72’ Hagen 82’ Bentley |

| Arbitro: | Edvartsen (Hamar) |

|          |           |                     |
| Ruud 47’ | Marcatori | 45’, 64’ Abdellaoue |

| Arbitro: | Hobber Nilsen (Oslo) |

|                                 |           |                               |
| G. Martin 35’ Kind Mikalsen 84’ | Marcatori | 45’, 65’, 90’ Ruud 90’ Haugen |

| Arbitro: | Hagen (Grue) |

|  |           |           |
|  | Marcatori | 58’ Keita |

| Arbitro: | Skjerven (Kaupanger) |

|                  |           |            |
| Adjei-Boateng 5’ | Marcatori | 1’ Bentley |

| Arbitro: | Steen (Bergen) |

|           |           |  |
| Gyasi 85’ | Marcatori |  |

| Arbitro: | Hafsås (Trondheim) |

|                                  |           |             |
| Occéan 31’ Nordkvelle 35’ (rig.) | Marcatori | 77’ Skjerve |

| Arbitro: | Lundby (Bøverbru) |

|             |           |                               |
| Bakenga 42’ | Marcatori | 32’ Nordkvelle 90’ Semb Berge |

| Arbitro: | Hobber Nilsen (Oslo) |

|                                            |           |            |
| Nordkvelle 68’ Mladenovic 77’ Zekhnini 85’ | Marcatori | 5’ Raitala |

| Arbitro: | Moen (Haugesund) |

|                                         |           |            |
| Sigurðarson 12’ Moussa 14’ Espejord 78’ | Marcatori | 66’ Occéan |

### Norgesmesterskapet
| Skien 13 aprile 2016, ore 18:00 Primo turno                                                        | Tollnes   | 0 – 5 referto                                                    | Odd | Tollnes Stadion (1.216 spett.) |
| \| \| \| \| \| \| Marcatori \| 6’ Bergan 51’ Våge Nilsen 79’ Bentley 81’, 84’ Kjelsrud Johansen \| |           |                                                                  |     |                                |
| |           |                                                                  |     |                                |
| | Marcatori | 6’ Bergan 51’ Våge Nilsen 79’ Bentley 81’, 84’ Kjelsrud Johansen |     |                                |

| Arbitro: | Lien |

|  |           |                                                                          |
|  | Marcatori | 36’ Kjelsrud Johansen 42’ Oldrup Jensen 43’, 55’ Halvorsen 48’, 61’ Berg |

| Arbitro: | Moen (Lillestrøm) |

|                       |           |                                          |
| Harstad 11’ Bydal 90’ | Marcatori | 23’, 54’ Kjelsrud Johansen 78’ Halvorsen |

| Arbitro: | Kjensli (Oslo) |

|                                          |           |                  |
| Moussa 13’ Espejord 78’ Lehne Olsen 102’ | Marcatori | 24’, 44’ Bentley |

### Europa League
| Arbitro: | Al-Hakim |

|                         |           |  |
| Grøgaard 63’ Occéan 86’ | Marcatori |  |

| Arbitro: | Kjaesgaard-Andersen |

|                      |           |             |
| Sparrdal-Mantilla 4’ | Marcatori | 78’ Bentley |

| Arbitro: | Nyberg |

|                            |           |  |
| Michail 7’ Acosta 31’, 68’ | Marcatori |  |

| Arbitro: | Musiał |

|                                            |           |             |
| Nordkvelle 55’ (rig.) Bentley 57’ Ruud 89’ | Marcatori | 98’ Koutris |

## Statistiche

### Statistiche di squadra
| Competizione       | Punti | In casa | In casa | In casa | In casa | In casa | In casa | In trasferta | In trasferta | In trasferta | In trasferta | In trasferta | In trasferta | Totale | Totale | Totale | Totale | Totale | Totale | DR  |
| Competizione       | Punti | G       | V       | N       | P       | Gf      | Gs      | G            | V            | N            | P            | Gf           | Gs           | G      | V      | N      | P      | Gf     | Gs     | DR  |
| ------------------ | ----- | ------- | ------- | ------- | ------- | ------- | ------- | ------------ | ------------ | ------------ | ------------ | ------------ | ------------ | ------ | ------ | ------ | ------ | ------ | ------ | --- |
| Eliteserien        | 51    | 15      | 8       | 3       | 4       | 24      | 16      | 15           | 7            | 3            | 5            | 20           | 19           | 30     | 15     | 6      | 9      | 44     | 35     | +9  |
| Norgesmesterskapet | -     | 0       | 0       | 0       | 0       | 0       | 0       | 4            | 3            | 0            | 1            | 16           | 5            | 4      | 3      | 0      | 1      | 16     | 5      | +11 |
| Europa League      | -     | 2       | 2       | 0       | 0       | 5       | 1       | 2            | 0            | 1            | 1            | 1            | 4            | 4      | 2      | 1      | 1      | 6      | 5      | +1  |
| Totale             | -     | 17      | 10      | 3       | 4       | 29      | 17      | 21           | 10           | 4            | 7            | 37           | 28           | 38     | 20     | 7      | 11     | 66     | 45     | +21 |

### Andamento in campionato
| Giornata  | 1 | 2 | 3 | 4 | 5 | 6 | 7 | 8 | 9 | 10 | 11 | 12 | 13 | 14 | 15 | 16 | 17 | 18 | 19 | 20 | 21 | 22 | 23 | 24 | 25 | 26 | 27 | 28 | 29 | 30 |
| --------- | - | - | - | - | - | - | - | - | - | -- | -- | -- | -- | -- | -- | -- | -- | -- | -- | -- | -- | -- | -- | -- | -- | -- | -- | -- | -- | -- |
| Luogo     | C | T | C | T | C | T | C | T | C | T  | C  | T  | C  | T  | C  | T  | C  | C  | T  | C  | T  | C  | T  | C  | T  | T  | C  | T  | C  | T  |
| Risultato | V | N | N | V | V | V | P | V | V | P  | V  | N  | V  | V  | V  | P  | N  | P  | V  | N  | P  | P  | V  | P  | N  | P  | V  | V  | V  | P  |
| Posizione | 4 | 5 | 7 | 3 | 2 | 3 | 2 | 2 | 2 | 3  | 2  | 3  | 2  | 2  | 2  | 2  | 2  | 2  | 2  | 2  | 2  | 2  | 2  | 3  | 3  | 3  | 3  | 3  | 3  | 3  |

Fonte:  Tippeligaen 2016, su altomfotball.no, Altomfotball.
Legenda:

Luogo: C = Casa; T = Trasferta. Risultato: V = Vittoria; N = Pareggio; P = Sconfitta.

### Statistiche dei giocatori
| Giocatore            | Eliteserien | Eliteserien | Eliteserien | Eliteserien | Norgesmesterskapet | Norgesmesterskapet | Norgesmesterskapet | Norgesmesterskapet | Europa League | Europa League | Europa League | Europa League | Altre coppe | Altre coppe | Altre coppe | Altre coppe | Totale   | Totale | Totale      | Totale     |
| Giocatore            | Presenze    | Reti        | Ammonizioni | Espulsioni  | Presenze           | Reti               | Ammonizioni        | Espulsioni         | Presenze      | Reti          | Ammonizioni   | Espulsioni    | Presenze    | Reti        | Ammonizioni | Espulsioni  | Presenze | Reti   | Ammonizioni | Espulsioni |
| -------------------- | ----------- | ----------- | ----------- | ----------- | ------------------ | ------------------ | ------------------ | ------------------ | ------------- | ------------- | ------------- | ------------- | ----------- | ----------- | ----------- | ----------- | -------- | ------ | ----------- | ---------- |
| Bentley              | 30          | 7           | 2           | 0           | 4                  | 3                  | 0                  | 0                  | 4             | 2             | 0             | 0             |             |             |             |             | 38       | 12     | 2           | 0          |
| O. Berg              | 23          | 0           | 2           | 0           | 4                  | 2                  | 0                  | 0                  | 4             | 0             | 0             | 0             |             |             |             |             | 31       | 2      | 2           | 0          |
| V. Bergan            | 5           | 0           | 0           | 0           | 2                  | 1                  | 0                  | 0                  | 2             | 0             | 0             | 0             |             |             |             |             | 9        | 1      | 0           | 0          |
| E. Eikeng            | 0           | 0           | 0           | 0           | 1                  | 0                  | 0                  | 0                  | 0             | 0             | 0             | 0             |             |             |             |             | 1        | 0      | 0           | 0          |
| L. Eriksen           | 9           | 0           | 2           | 0           | 3                  | 0                  | 0                  | 0                  | 3             | 0             | 1             | 0             |             |             |             |             | 15       | 0      | 3           | 0          |
| M. Fredriksen        | 0           | 0           | 0           | 0           | 0                  | 0                  | 0                  | 0                  | 0             | 0             | 0             | 0             |             |             |             |             | 0        | 0      | 0           | 0          |
| A. Gashi             | 2           | 0           | 1           | 0           | 1                  | 0                  | 0                  | 0                  | 0             | 0             | 0             | 0             |             |             |             |             | 3        | 0      | 1           | 0          |
| T. Grøgaard          | 26          | 0           | 0           | 0           | 4                  | 0                  | 1                  | 0                  | 3             | 1             | 0             | 0             |             |             |             |             | 33       | 1      | 1           | 0          |
| S. Hagen             | 30          | 1           | 0           | 0           | 3                  | 0                  | 0                  | 0                  | 4             | 0             | 0             | 0             |             |             |             |             | 37       | 1      | 0           | 0          |
| O. Halvorsen         | 16          | 0           | 0           | 0           | 3                  | 3                  | 0                  | 0                  | 3             | 0             | 1             | 0             |             |             |             |             | 22       | 3      | 1           | 0          |
| G. Hansen            | 0           | 0           | 0           | 0           | 0                  | 0                  | 0                  | 0                  | 0             | 0             | 0             | 0             |             |             |             |             | 0        | 0      | 0           | 0          |
| S. Haugen            | 3           | 1           | 0           | 0           | 0                  | 0                  | 0                  | 0                  | 1             | 0             | 0             | 0             |             |             |             |             | 4        | 1      | 0           | 0          |
| M. Kaasa             | 0           | 0           | 0           | 0           | 0                  | 0                  | 0                  | 0                  | 0             | 0             | 0             | 0             |             |             |             |             | 0        | 0      | 0           | 0          |
| E. Kitolano          | 0           | 0           | 0           | 0           | 2                  | 0                  | 0                  | 0                  | 0             | 0             | 0             | 0             |             |             |             |             | 2        | 0      | 0           | 0          |
| J. Kitolano          | 0           | 0           | 0           | 0           | 1                  | 0                  | 0                  | 0                  | 0             | 0             | 0             | 0             |             |             |             |             | 1        | 0      | 0           | 0          |
| H. Kjelsrud Johansen | 10          | 0           | 0           | 0           | 3                  | 5                  | 0                  | 0                  | 4             | 0             | 0             | 0             |             |             |             |             | 17       | 5      | 0           | 0          |
| V. Kongsro           | 0           | 0           | 0           | 0           | 0                  | 0                  | 0                  | 0                  | 0             | 0             | 0             | 0             |             |             |             |             | 0        | 0      | 0           | 0          |
| T. Lauritsen         | 0           | 0           | 0           | 0           | 0                  | 0                  | 0                  | 0                  | 0             | 0             | 0             | 0             |             |             |             |             | 0        | 0      | 0           | 0          |
| Z. Messoudi          | 2           | 0           | 0           | 0           | 2                  | 0                  | 0                  | 0                  | 1             | 0             | 0             | 0             |             |             |             |             | 5        | 0      | 0           | 0          |
| S. Mladenovic        | 11          | 1           | 0           | 0           | -                  | -                  | -                  | -                  | -             | -             | -             | -             |             |             |             |             | 11       | 1      | 0           | 0          |
| V. Myhra             | 0           | -0          | 0           | 0           | 0                  | -0                 | 0                  | 0                  | 0             | -0            | 0             | 0             |             |             |             |             | 0        | 0      | 0           | 0          |
| F. Nordkvelle        | 29          | 7           | 0           | 0           | 2                  | 0                  | 0                  | 0                  | 3             | 1             | 0             | 0             |             |             |             |             | 34       | 8      | 0           | 0          |
| O. Occéan            | 28          | 10          | 3           | 0           | 1                  | 0                  | 0                  | 0                  | 2             | 1             | 0             | 0             |             |             |             |             | 31       | 11     | 3           | 0          |
| F. Oldrup Jensen     | 28          | 0           | 6           | 0           | 3                  | 1                  | 0                  | 0                  | 4             | 0             | 1             | 0             |             |             |             |             | 35       | 1      | 7           | 0          |
| R. Riski             | 14          | 0           | 0           | 0           | -                  | -                  | -                  | -                  | -             | -             | -             | -             |             |             |             |             | 14       | 0      | 0           | 0          |
| S. Rossbach          | 30          | -35         | 0           | 0           | 3                  | -5                 | 0                  | 0                  | 4             | -5            | 0             | 0             |             |             |             |             | 37       | -45    | 0           | 0          |
| E. Ruud              | 29          | 5           | 5           | 0           | 3                  | 0                  | 0                  | 0                  | 4             | 1             | 0             | 0             |             |             |             |             | 36       | 6      | 5           | 0          |
| J. Samuelsen         | 15          | 1           | 5           | 0           | 1                  | 0                  | 0                  | 0                  | 1             | 0             | 0             | 0             |             |             |             |             | 17       | 1      | 5           | 0          |
| A. Tangenes          | 0           | -0          | 0           | 0           | 0                  | -0                 | 0                  | 0                  | 0             | -0            | 0             | 0             |             |             |             |             | 0        | 0      | 0           | 0          |
| J. Våge Nilsen       | 22          | 1           | 0           | 0           | 4                  | 1                  | 0                  | 0                  | 4             | 0             | 0             | 0             |             |             |             |             | 30       | 2      | 0           | 0          |
| R. Zekhnini          | 22          | 5           | 2           | 0           | 2                  | 0                  | 0                  | 0                  | 3             | 0             | 0             | 0             |             |             |             |             | 27       | 5      | 2           | 0          |